# Сергій Параджанов. Відвідини
«Сергій Параджанов. Відвідини» — короткометражний документальний фільм українського режисера Анатолія Сирих про видатного українського режисера Сергія Параджанова. Оператор — Володимир Піка. Фільм створено на Українській студії хронікально-документальних фільмів у 1994 році. Хронометраж фільму — 12 хвилин.
Фільм увійшов до рейтингу «100 найкращих фільмів в історії українського кіно».

## Історія створення та зміст фільму[2]
У листопаді 1988 року Анатолій Сирих відвідав у Тбілісі Сергія Параджанова, щоб зняти про нього документальний фільм-портрет. Втомлений і ображений режисер «Тіней забутих предків» був не налаштований на розмову про своє мистецтво. Сирих запропонував розмовляти про художника та час.
Параджанов заборонив Сирих знімати його на камеру. Він погоджується говорити та згадує уривками найбільш неприємні моменти свого життя: залякування та цькування, переслідування та обвинувачення в гомосексуальності.
До фільму увійшли кадри з виставки, присвяченої Параджанову, та кадри з незнятого ним фільму «Київські фрески». Завершується кінострічка пророцькими словами Параджанова, що державі він буде потрібен лише тоді, коли опиниться в труні.
Фільм про Сергія Параджанова увійшов до серії документальних портретів ключових митців 60-х, створених Анатолієм Сирих. Він зробив унікальні кінозамальовки про Валентина Сильвестрова, Григорія Гавриленка, Ґеннадія Айґі, Валерія Ламаха. Анатолій Сирах створив власний жанр «синтетичної» документалістики, в якому поєднується музика, література та візуальний матеріал. Документальний матеріал і кінохроніку режисер монтує та переосмислює в рамках художнього задуму, доповнює музичними темами, що відсилають до контексту доби.